# John O'Shea
John Francis O'Shea (født 30. april 1981 i Waterford) er en professionel fodboldspiller.

## Karriere
Han skrev under med Manchester United på sin første professionelle kontrakt som 17-årig og havde sin professionelle debut i 1999 mod Aston Villa på Villa Park i et 3-0-Football League Cup-nederlag.
Efterfølgende blev han udlånt til Bournemouth og Royal Antwerp, men kun i meget kort tid. Han vendte tilbage til Manchester senere og begyndte at medvirke på United-førsteholdet i 2002-03-sæsonen, hvor han demonstrerede sin alsidighed ved at spille venstre back, højre back, central back og central midtbanespiller unnder den succesfulde 2002-03-periode.
I 2003-04 havde United ikke Rio Ferdinand på holdet, efter han begyndte en karantæne for at misse en stoftest i januar og O’Shea tog over for Ferdinand i centralforsvaret, hvor han hjalp United med at vinde finalen i FA Cuppen, hvor de sejrede 3-0 over Millwall.
O’Shea fik sin første seniorkamp for Irland den 15. august 2001, da han kom ind som udskifter hjemme mod Kroatien. Hans debut endte med en skuffelse, da han gav et straffespark væk i ovetiden, som resulterede i at Irland tabte deres føring, og kampen endte 2-2.
Han fremviste en ligegyldig præstation i 2004-05 og var i forbindelse med et skift fra Manchester, Newcastle og Liverpool blev sat som muligheder til ireren. Et af højdepunkterne i Manchester Uniteds anderledes lettere skuffende sæson var 4-2-sejren mod Arsenal, det var en kamp hvor O’Shea scorede det fjerde mål, da han fik den forbi Arsenal-målmanden Manuel Almunia fra kanten af straffesparkfeltet.
En skade til Gary Neville i 2005-06-sæsonen gave også O’Shea flere førsteholds muligheder. Han blev kritiseret for hans mangelglansindsatser den sæson, og blev en af de spillere, der blev rakket ned på af United-veteranen Roy Keane i et kontroversielt interview på klubbens MUTV-kanal.
Den 4. februar 2007 under ligakampen mod Tottenham Hotspur vikarierede O’Shea for Edwin van der Sar i målet efter van der Sar var blevet taget ud på grund af en brækket næse, mens United allerede havde brugt alle tre udskiftere. Da han stod på mål, benægtede han sin Irland-holdkammerat Robbie Keane et mål med en redning få minutter før tid. Efter den hændelse råbte Uniteds fans i kor "Ireland's number one" (Irlands nummer et) i O’Sheas hæder.
En måned senere vandt han mange United-fans, da han scorede i overtiden og blev matchvinder mod Liverpool på Anfield for United i ligaen, efter at han var kommet ind som udskifter i stedet for Wayne Rooney. Det mål var vigtigt i United, da det var med til at genvinde Premiership-trofæet i 2006-07-sæsonen. Han reddede også sit hold mod Everton i en af de sidste kampe på sæsonen, da han scorede efter Everton-målmanden Iain Turner fumlede med et Ryan Giggs-hjørnespark. United sluttede med at vinde 4-2. Det var måske et af de netop afgørende mål, da Bolton fik uafgjort mod Chelsea på samme tid, og et nederlag ville have ladet Chelsea komme tlbage til titelracet. Han scorede et andet mål på tæt hold i et 2-1-nederlag ude mod Portsmouth den sæson, det mål kom under en skadesperiode i den sæson, hvor O’Shea som en alsidig spiller skulle spille back.
John O’Shea har skut direkte på mål 100% og har scoret på 80% af sine skud i 2006-07-sæsonen. Han scorede lige så mange Premiership-mål som Chelseas 321,6 millioner rekordunderskrift og tidligere vinder af Årets Fodboldspiller i Europa, Andriy Shevchenko
Under 2007-08-sæsonen brugte Manchester United O’Shea som en nødsituationsangriber på grund af skadesproblemer. Han brug af at være angriber giver ham den forskel, at han nu har spillet på enhver position for Manchester United.
Den 23. november 2007 forlængede O’Shea sin kontrakt i Manchester United, for at holde ham i klubben indtil 2012.
Hele vejen igennem 2007-08-sæsonen kom John O’Shea adskillige gange ind fra bænken og han viste sig vigtig som en nyttespiller på vejen til en Europæisk double. O’Shea var kaptajn for sin klub for første gang under et 2-0-nederlag mod Coventry City i League Cuppens 4. runde.
Den 7. juli 2011 skiftede han, sammen med holdkammeraten Wes Brown, til Sunderland på en 4-årig kontrakt.

## Personligt liv
O’Shea blev født af Jim og Mary. Efter fuldførelse af sin skolegang på De La Salle College i Waterford og udvikling af sine fodboldevner i lokale klubber som Ferrybank AFC og Bohemians. O’Shea tog til Manchester og tilsluttede sig Manchester United efter at have brugt somre på at tage rundt i England for at træne med akadamiet.
O’Shea er en fan af rugby league-holdet Warrington Wolves, som spiller i European Super League.

## Karrierestatistikker
| Klub              | Sæson     | Liga            | Cup | Cup | Liga Cup | Liga Cup | Europa | Europa | Andre | Andre | Total | Total |
| Klub              | Sæson     | Liga            | Kmp | Mål | Kmp      | Mål      | Kmp    | Mål    | Kmp   | Mål   | Kmp   | Mål   |
| ----------------- | --------- | --------------- | --- | --- | -------- | -------- | ------ | ------ | ----- | ----- | ----- | ----- |
| Manchester United | 1999–2000 | Premier League  | 0   | 0   | 0        | 0        | 1      | 0      | 0     | 0     | 1     | 0     |
| Bournemouth       | 1999–2000 | Anden Division  | 10  | 1   | 0        | 0        | 0      | 0      | 0     | 0     | 10    | 1     |
| Manchester United | 2000–01   | Premier League  | 0   | 0   | 0        | 0        | 1      | 0      | 0     | 0     | 1     | 0     |
| Royal Antwerp     | 2000–01   | Første Division | 14  | 0   | 0        | 0        |        | 0      | 0     | 14    | 0     |       |
| Manchester United | 2001–02   | Premier League  | 9   | 0   | 0        | 0        | 0      | 0      | 3     | 0     | 12    | 0     |
| Manchester United | 2002–03   | Premier League  | 32  | 0   | 1        | 0        | 3      | 0      | 16    | 0     | 52    | 0     |
| Manchester United | 2003–04   | Premier League  | 33  | 2   | 6        | 0        | 2      | 0      | 7     | 0     | 48    | 2     |
| Manchester United | 2004–05   | Premier League  | 23  | 2   | 4        | 1        | 4      | 0      | 5     | 0     | 36    | 3     |
| Manchester United | 2005–06   | Premier League  | 34  | 1   | 2        | 0        | 4      | 1      | 7     | 0     | 47    | 2     |
| Manchester United | 2006–07   | Premier League  | 32  | 4   | 5        | 0        | 1      | 0      | 11    | 1     | 49    | 5     |
| Manchester United | 2007–08   | Premier League  | 28  | 0   | 2        | 0        | 0      | 0      | 6     | 0     | 36    | 0     |
| Manchester United | 2008–09   | Premier League  | 2   | 0   | 0        | 0        | 0      | 0      | 0     | 0     | 2     | 0     |

## Hæder
- Premier League:

- Vinder (3): 2003, 2007, 2008
- Runner-up (1): 2006

- FA Cup:

- Vinder (1): 2004
- Runner-up (2): 2005, 2007

- Carling Cup:

- Vinder (1): 2006
- Runner-up (1): 2003

- FA Community Shield:

- Vinder (3): 2003, 2007, 2008

- UEFA Champions League:

- Vinder (1): 2008